# Dana Air-vlucht 0992
Dana Air-vlucht 0992 was een binnenlandse passagiersvlucht van Abuja naar Lagos, Nigeria. Op 3 juni 2012 kreeg het vliegtuig, een McDonnell Douglas MD-83, te maken met een storing aan beide motoren tijdens de nadering van het vliegveld van Lagos. Het toestel bereikte de luchthaven niet en stortte neer op bebouwing, waarbij alle 153 mensen aan boord en 6 op de grond omkwamen. Met 159 doden is het de dodelijkste vliegtuigcrash in de Nigeriaanse geschiedenis sinds de vliegramp in Kano in 1973.
Het Nigerian Accident Investigation Bureau (AIB) concludeerde dat beide motoren van het vliegtuig tijdens de nadering van Lagos hun vermogen verloren hadden. Door een verkeerde montage waren de brandstofleidingen naar de motoren verbroken, waardoor geen van beide motoren nog brandstof kreeg.
De crash toonde opnieuw de slechte veiligheidssituatie in de luchtvaart in Nigeria aan. Het was de vijfde grote luchtvaartramp in Nigeria in tien jaar tijd, na EAS Airlines-vlucht 4226 in 2002, Bellview Airlines-vlucht 210, Sosoliso Airlines-vlucht 1145 in 2005 en ADC Airlines-vlucht 053 in 2006.
Het ongeval leidde tot een grote hervorming van de luchtvaartsector in het land. De veiligheid werd aanzienlijk verbeterd, waardoor Nigeria uiteindelijk de categorie 1-status van luchtvaartveiligheid ontving.

## Toestel

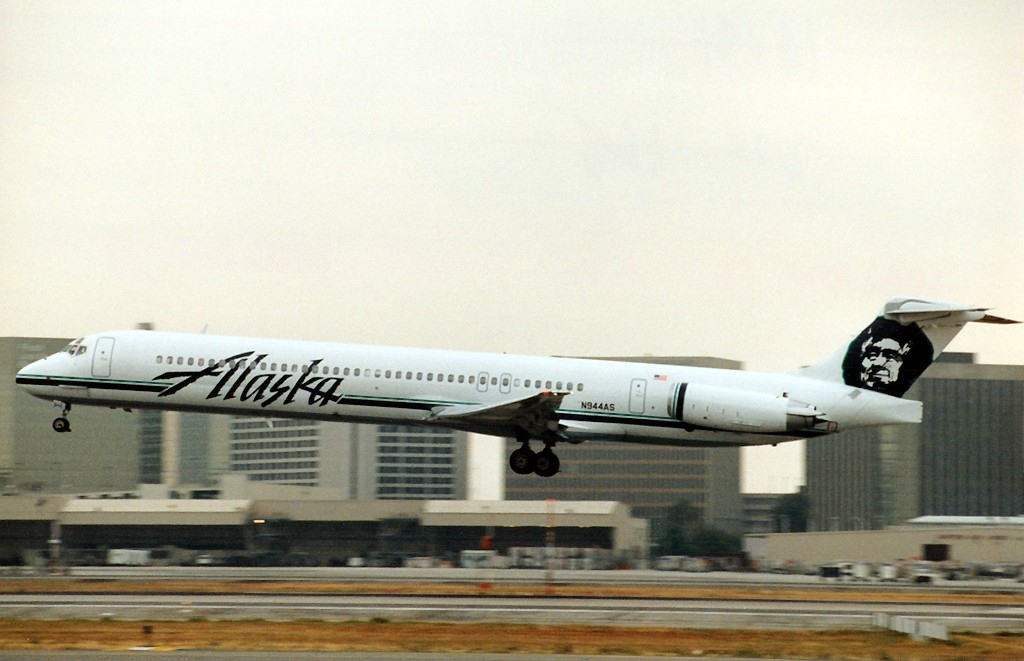
Het betrokken vliegtuig toen nog in gebruik bij Alaska Airlines

Het vliegtuig was een tweemotorige McDonnell Douglas MD-83, in Nigeria geregistreerd als "5N-RAM", en gebouwd in 1990. Het werd oorspronkelijk geleverd aan Alaska Airlines onder de registratie N944AS, en was daar in gebruik totdat deze haar MD-80's in 2008 uit dienst nam. Het toestel werd verkocht aan een andere luchtvaartmaatschappij voordat het in februari 2009 werd overgenomen door Dana Air.
Het toestel had in totaal meer dan 60.800 vlieguren gemaakt. De vliegtuigmotoren hadden vóór de crash in totaal respectievelijk 55.300 en 26.000 vlieguren gemaakt.
Het laatste onderhoud aan het vliegtuig werd uitgevoerd op 2 juni 2012, één dag voor het ongeluk.

## Passagiers en bemanning
| Nationaliteit    | Passagiers | Bemanning | Grond | Totaal |
| ---------------- | ---------- | --------- | ----- | ------ |
| Nigeria          | 134        | 3         | 6     | 143    |
| China            | 6          | 0         | 0     | 6      |
| Verenigde Staten | 2          | 1         | 0     | 3      |
| Indië            | 1          | 1         | 0     | 2      |
| Benin            | 1          | 0         | 0     | 1      |
| Canada           | 1          | 0         | 0     | 1      |
| Frankrijk        | 1          | 0         | 0     | 1      |
| Duitsland        | 1          | 0         | 0     | 1      |
| Indonesië        | 0          | 1         | 0     | 1      |
| Libanon          | 1          | 0         | 0     | 1      |
| Totaal           | 147        | 6         | 6     | 159    |

Het vliegtuig had zes bemanningsleden aan boord, waaronder een Amerikaanse captain, een Indiase copiloot, een Indonesische boordwerktuigkundige en drie Nigeriaanse stewardessen.
De captain was de 55-jarige Peter Waxtan. Hij had in totaal 18.116 vlieguren op zijn naam staan, waarvan 7.466 uur op de MD-83. Van 1997 tot 2009 was hij captain bij Spirit Airlines. Hij werd op 14 maart 2012 door Dana Air in dienst genomen. Hij had verschillende kwalificaties, waaronder voor de Airbus A320, de McDonnell Douglas DC-9, de Fokker F-27 en de Saab 340. Gedurende zijn carrière werd zijn licentie door de Federal Aviation Administration (FAA) tijdelijk geschorst vanwege meerdere harde landingen en het niet melden van onderhoudsproblemen. In augustus 2011 kreeg hij een nieuwe licentie.
De copiloot, Mahendra Singh Rathore, was 34 jaar oud en had in totaal 1.143 uur vliegervaring, waarvan 808 uur op de MD-83. Hij was eerder werkzaam bij Dana Air als directeur van de cabinedienst voordat hij in januari 2011 werd aangenomen als piloot.

## Ongeluk
Vlucht 0992 was een vlucht van de Nigeriaanse hoofdstad Abuja naar de grootste stad van het land, Lagos. de vlucht vertrok om 14:58 lokale tijd uit Abuja met 147 passagiers en 6 bemanningsleden, en 26.000 pond brandstof. De wind was kalm en het weer was uitstekend. De vlucht werd bemand door gezagvoerder Peter Waxtan (55) en eerste officier Mahendra Singh Rathore (34), waarbij Rathore de pilot flying was.

### Eerste motorstoring
Ongeveer 17 minuten na het opstijgen in Abuja merkte de bemanning een afwijking op aan de linkermotor. De motor produceerde te weinig stuwkracht. Eerste officier Rathore vroeg kapitein Waxtan of hij de boordwerktuigkundige moest roepen om het probleem te analyseren, maar Waxtan weigerde en zei dat ze samen de oorzaak van het probleem wel konden achterhalen, en dat de hulp van de boordwerktuigkundige niet nodig was.
Kapitein Waxtan vroeg vervolgens eerste officier Rathore of iemand van het grondpersoneel het paneel bij de achterdeur van het vliegtuig had gemanipuleerd. Vervolgens verklaarde Waxtan dat "die man" problemen had en woedend op hen was. Vóór het vertrek van de vlucht naar Abuja hadden ze een soort vete omdat ze weigerden in te gaan op het verzoek van de grondtechnici om de achterdeur te gebruiken voor het inschepen van passagiers. Hierdoor betrouwde de kapitein dit niet.
De de bemanning besloot toch de vlucht naar Lagos voort te zetten. Ze dachten dat het probleem niet ernstig was en besloten dat het niet nodig was uit te wijken naar het dichtstbijzijnde vliegveld.
Vervolgens namen ze contact op met de luchtverkeersleiding van Lagos om toestemming te vragen om te mogen dalen. Tijdens het hele gesprek werd er met geen woord gerept over de defecte linkermotor. Ze hadden ook de noodchecklist voor een defecte motor niet uitgevoerd.
Toen het vliegtuig toestemming kreeg om te dalen, gaf kapitein Waxtan eerste officier Rathore de opdracht de daalsnelheid van het vliegtuig te verhogen. Eerste officier Rathore weigerde dit, omdat hij vond dat de geleidelijke daling veel effectiever was.
Vlucht 0992 kreeg vervolgens toestemming van Lagos om te naderen naar baan 18L. Opnieuw gaf de bemanning geen noodsignaal en maakte zelfs geen melding van de defecte linkermotor.
Het vliegtuig zette zijn vlucht naar Lagos voort. Toen werd bevestigd dat de linkermotor niet reageerde, nam kapitein Waxtan de besturing over van eerste officier Rathore. De rechtermotor werkte op dat moment nog en de bemanning vond het daarom nog steeds veilig de vlucht naar Lagos voort te zetten.

### Tweede motorstoring
Naarmate het vliegtuig Lagos naderde, begon de bemanning zich steeds meer zorgen te maken. Ze doorliepen verschillende controlelijsten voor de nadering van Lagos. De checklist voor een landing met één motor raadpleegden ze echter niet.
Ze bevonden zich op dat moment iets hoger dan normaal en kapitein Waxtan besloot de daalsnelheid te verhogen om dit te corrigeren. Vervolgens vroeg hij eerste officier Rathore het vliegtuig voor de landing gereed te maken door de flaps op stand "15" te zetten. Op die manier zou het vliegtuig meer liftkracht genereren met minimale toegenomen luchtweerstand.
Kapitein Waxtan probeerde vervolgens de daalsnelheid te verminderen door de gashendel op de rechtermotor naar voren te schuiven. Tot zijn verbazing reageerde de rechtermotor niet op zijn invoer. Geen van beide motoren leverde meer stuwkracht. De bemanning besefte op dat moment de ernst van de situatie en riep de noodtoestand uit toen ze zich op 20 km van de luchthaven bevonden.
| 15:42:01 | Vlucht 0992                  | Lagos Tower, Danaco nul negen negen twee.                                                                                      |
| 15:42:05 | Luchtvaartmaatschappij Lagos | Danaco 0992 dit is Lagos.. eh.. Radar. Gaat uw gang                                                                            |
| 15:42:10 | Vlucht 0992                  | Mayday Mayday Mayday, Danaco 0992, registratie "5N-RAM", twee motorstoringen.                                                  |
| 15:42:16 | Luchtvaartmaatschappij Lagos | Danaco 0992, hoe ontvangen jullie mij?                                                                                         |
| 15:42:18 | Vlucht 0992                  | Ik ontvang je vijf op vijf, twee motoren defect, negatieve reactie van de gashendel, verzoek om directe nadering. Danaco 0992. |
| 15:42:27 | Luchtvaartmaatschappij Lagos | positie is 10 mijl tot touchdown 18R, contacteer toren nu op frequentie 118.1.                                                 |
| 15:42:32 | Vlucht 0992                  | 118.1 goede dag. |

Maar zelfs in deze noodsituatie had de bemanning nog steeds niet geprobeerd de checklist voor een dergelijke noodsituatie te lezen. Ze probeerden onmiddellijk contact te leggen met de verkeerstoren voor landingsinstructies, maar dit mislukte. Vervolgens werden de flaps op "28" gezet en vroeg kapitein Waxtan de purser om zich voor te bereiden op de landing. Op dat moment waren er geen aanwijzingen dat de situatie niet onder controle was.
Een paar minuten later klonk de hoogtewaarschuwing en zei kapitein Waxtan dat hij de landingsbaan in zicht had. Omdat beide motoren niet meer de vereiste stuwkracht konden leveren, concludeerde kapitein Waxtan dat "we zojuist alles verloren hebben, we verloren een motor, ik verloor beide motoren". Gedurende de volgende 25 seconden vroeg de kapitein om alles wat kon helpen om de stuwkracht te herstellen, zoals 'relight', 'ignition override' en 'gewoon wat dan ook'. Door het gebrek aan stuwkracht van de motoren bleef het vliegtuig snelheid en hoogte verliezen.

### Crash
Het vliegtuig verloor snel hoogte en de hoogtewaarschuwing klonk tot het einde van de opname.
De MD-83 stortte neer in de dichtbevolkte wijk Iju-Ishaga, vlak bij de luchthaven. Eerst raakte het met de rechtervleugel een gebouw van twee verdiepingen van Power Holding Company of Nigeria en later meerdere bomen en drie andere gebouwen.
Vervolgens explodeerde het vliegtuig en het vloog in brand. Het vuur verspreidde zich door de hele wijk. Een van de getroffen gebouwen was een onafgewerkt gebouw waarin brandbare vloeistoffen waren opgeslagen, waardoor de brand nog heviger werd.
Veel bewoners dachten aanvankelijk dat de explosie die door de crash was veroorzaakt, een aanval was van de Nigeriaanse terreurgroep Boko Haram.

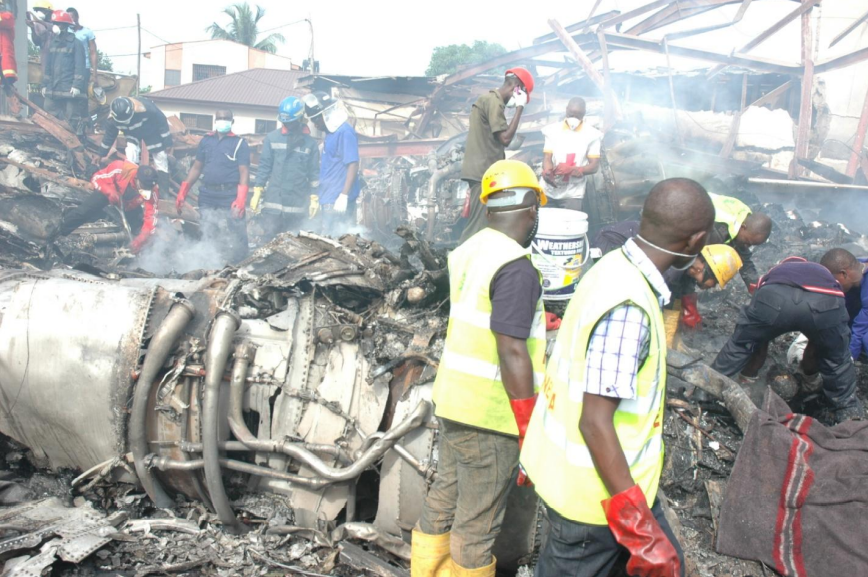
Locatie van de crash van Dana Air-vlucht 0992 in de wijk Iju-Ishaga

Op de plaats van het ongeluk ontstond chaos. Volgens het Nigeriaanse dagblad The Sun probeerden duizenden inwoners van Lagos bij de locatie te komen. De menigte probeerde waterslangen naar de plek te brengen, terwijl soldaten met knuppels en rubberen zwepen probeerden omstaanders uiteen te drijven. De omstanders gooiden vervolgens stenen naar de soldaten als vergelding.
Omdat de stad niet over voldoende brandweerwagens beschikte, was er urenlang een tekort aan bluswater. Burgers probeerden het vuur handmatig te blussen met plastic emmers met water. Watertrucks die waren gevorderd van nabijgelegen bouwprojecten hadden moeite om de locatie te bereiken vanwege de smalle wegen.
Toen de autoriteiten de vlammen hadden geblust, had de brand het hele vliegtuig verwoest. Alleen de staart van het vliegtuig was nog over. Er werden geen overlevenden gevonden, alle 153 passagiers en bemanningsleden kwamen om het leven. Bij de crash kwamen minstens 6 mensen op de grond om het leven.
Uit forensisch onderzoek bleek uiteindelijk dat 27 mensen aan boord van het vliegtuig, die allemaal achterin zaten, de crash aanvankelijk hadden overleefd. Sommige bewoners meldden dat deze passagiers hadden geprobeerd te ontsnappen uit het brandende wrak en dat de plaatselijke bevolking had geprobeerd de nooduitgang te openen om hen er uit te laten. Ze bezweken echter onmiddellijk aan de rook en de daaropvolgende explosies.

## Reacties

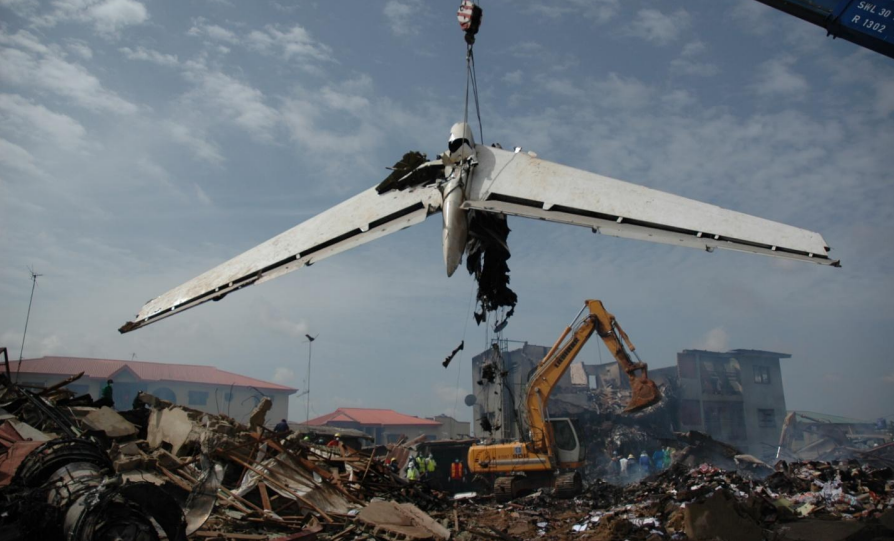
Het resterende staartgedeelte van het vliegtuig wordt verwijderd van de locatie van de crash.

Hoge functionarissen, waaronder de toenmalige Nigeriaanse president Goodluck Jonathan en de gouverneur van de staat Lagos, Babatunde Fashola, bezochten op 4 juni de locatie van de crash. President Jonathan kondigde drie dagen van nationale rouw af. Hij merkte op dat het ongeluk 'de natie op een treurige manier in nog meer verdriet had gestort op een dag waarop Nigerianen al in rouw waren vanwege het verlies van vele andere onschuldige levens bij de bomaanslag op een kerk in de staat Bauchi', die slechts enkele uren voor de crash plaatsvond.
Als reactie op het ongeluk beloofde president Jonathan dat 'alle mogelijke inspanningen' zouden worden gedaan om de luchtvaartveiligheid van het land te verbeteren, dezelfde opmerking die ook was herhaald door de vorige Nigeriaanse president Olusegun Obasanjo tijdens de reeks vliegtuigongelukken in 2005 en 2006.
De federale overheid nam de licentie van Dana Air af en verbood na de crash ook het MD-83-vliegtuigtype. Ze richtte ook een technisch en administratief panel van negen man op om alle luchtvaartmaatschappijen die in het land actief waren te controleren. Op 5 september 2012 werd de schorsing van de exploitatievergunning van Dana Air opgeheven en begon de luchtvaartmaatschappij met hercertificerings- en omscholingsprocedures.
Dana Air zette een 24-uurs hotline op waar familieleden naartoe konden bellen en plaatste een bericht op haar website met de tekst: "Onze gedachten en gebeden zijn bij de families van de gasten die betrokken waren bij het ongeluk met Dana Air. Mogen de zielen van de overledenen in vrede rusten". Het management van Dana Air verklaarde dat de familieleden van elke passagier een compensatie van 100.000 dollar zouden krijgen.
Reddingswerkers slaagden erin om minstens 152 lichamen te bergen. De meesten waren ernstig verbrand door de brand die na de crash ontstond. In totaal werden 148 lichamen met succes geïdentificeerd, 89 mannen en 59 vrouwen. Uit het rapport van de lijkschouwer bleek echter dat de autoriteiten de overige drie lichamen niet konden identificeren.
Van de 148 geïdentificeerde lichamen stonden er 9 niet op de passagierslijst. De lichamen van kapitein Waxtan en copiloot Rathore konden niet worden geïdentificeerd.
Gouverneur Fashola van de staat Lagos hield op 10 juni een persconferentie met de families van de slachtoffers over het plan van de overheid om een massabegrafenis te organiseren voor de slachtoffers van vlucht 0992. Het plan werd uiteindelijk door de nabestaanden afgewezen.
Naar aanleiding van het ongeluk vroeg de Nigeriaanse Senaat aan president Jonathan om Harold Demuren, directeur-generaal van de Nigerian Civil Aviation Authority (NCAA), uit zijn functie te ontheffen. Het Nigeriaanse Huis van Afgevaardigden beschuldigde de NCAA van onbekwaamheid. Volgens hen was het MD-83-vliegtuigtype in alle landen ter wereld uitgefaseerd en kon de NCAA geen gekwalificeerde inspecteur voor het type leveren.
Het rapport werd door NCAA-functionarissen omschreven als 'leugens, drogredenen en een verkeerde voorstelling van zaken'. Dit leidde tot een controverse tussen overheidsfunctionarissen en de NCAA, omdat de oproep om Demuren uit zijn functie te ontheffen werd gezien als een poging van corrupte functionarissen om het hoofd van de toezichthoudende instantie tegen zich in het harnas te jagen.
De voormalige president van Nigeria, Olusegun Obasanjo, deed een beroep op president Jonathan om Demuren te laten blijven. Ondanks zijn verwezenlijkingen voor de Nigeriaanse luchtvaartveiligheidssector werd Demuren uiteindelijk in maart 2013 door minister van Luchtvaart Stella Oduah uit zijn functie ontheven vanwege zijn vermeende onbekwaamheid bij het onderzoek naar de crash van vlucht 0992.
Naast het onderzoek door de senaat werd er ook een gerechtelijk onderzoek naar de crash gedaan. Tijdens het onderzoek beschuldigde een lid van het Nigerian Airspace Management Agency (NAMA) het noodhulpteam van het agentschap ervan dat het niet naar behoren had gehandeld.
NAMA publiceerde een transcriptie van de communicatie tussen de bemanning van vlucht 0992 en Lagos ATC. Het lid betoogde dat de autoriteiten onmiddellijk de noodtoestand hadden moeten uitroepen nadat de piloten hadden gemeld dat er iets mis was met het vliegtuig.
Uit het onderzoek bleek verder dat de zoek- en reddingsoperaties niet gecoördineerd waren en op een lukrake manier waren uitgevoerd.

## Onderzoek

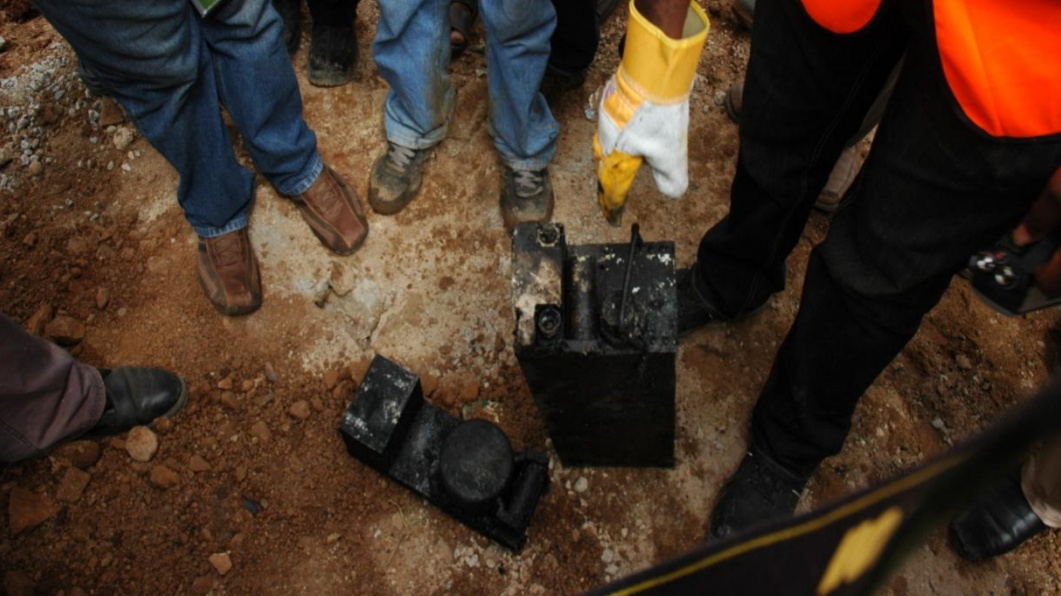
Teruggevonden vluchtrecorders van 5N-RAM

Omdat het vliegtuig in Amerika was gemaakt, had de National Transportation Safety Board (NTSB) van de Verenigde Staten de status van waarnemer bij het onderzoek. De Federal Aviation Administration van de Verenigde Staten, Boeing en Pratt &amp; Whitney Canada stuurden ook hun vertegenwoordigers om de onderzoekers bij te staan.
Zowel de cockpit voice recorder (CVR) als de flight data recorder (FDR) werden op 4 juni in verkoolde toestand teruggevonden op de locatie van de crash. De schade aan de FDR was zo ernstig dat de digitale tape van de recorder smolt. De recorder leverde dus geen enkele informatie op. De CVR-geheugenkaart was echter nog in goede staat, ondanks de ernstig verbrande behuizing. Er zijn bijna 31 minuten aan gesprekken teruggevonden op de CVR.
Een dag na de crash beschuldigde een hoge functionaris van het Nigerian Aerospace Management Agency (NAMA) Dana Air ervan dat het eerder al wist dat het vliegtuig gebreken vertoonde, maar toch besloot het vliegtuig te blijven gebruiken voor passagiersvervoer.
Twee andere functionarissen van NAMA ondersteunden de bewering verder en stelden dat Dana Air aangeklaagd zou moeten worden voor moord, omdat het neergestorte vliegtuig een voorgeschiedenis had. Toen om bevestiging van de beweringen werd gevraagd, besloot NAMA de rapporten te ontkennen, met de verklaring dat 'het niet onze verantwoordelijkheid is om dat te doen'.

### Motorstoring
De bemanning van vlucht 0992 meldde enkele minuten voordat het toestel neerstortte dat er sprake was van een storing aan twee motoren. Bij inspectie op de locatie van de crash bleek dat beide motoren niet veel vermogen hadden gegenereerd. De schade die werd waargenomen, kwam overeen met een laag tot geen toerental op het moment van de impact.
Er was daarom nader onderzoek nodig om de oorzaak van de storing te achterhalen. Omdat de motoren werden gereviseerd door het in Miami gevestigde Millenium Engine Associates Inc., werden beide motoren naar de Verenigde Staten gestuurd om te worden gedemonteerd.
Tijdens het demonteren van beide motoren ontdekten onderzoekers verschillende breuken in de brandstofleidingen van de linkermotor. De brandstoftoevoerleidingen waren recht gebroken en vertoonden afschuifranden. Het primaire brandstofspruitstuk was naar beneden gebogen. Het secundaire brandstofspruitstuk was verdraaid.
De brandstoftoevoerbuis blokkeerde de brandstofstroom vrijwel volledig, waardoor de diameter van het brandstofmondstuk kleiner werd. Bij de rechtermotor was het secundaire brandstofspruitstuk toegevouwd en zaten er breuken in het primaire brandstofspruitstuk. De brandstofleidingen van beide motoren waren ook gebroken en verbogen op de aansluitingen.
De AIB wilde een nader onderzoek naar de motoren. Vervolgens werden de motoren terug naar Lagos verscheept, maar Millenium stuurde alleen de linkermotor, terwijl de rechtermotor om onbekende redenen niet werd teruggestuurd. Terwijl AIB tests uitvoerde op de linkermotor, bleek uit metallurgische analyses van de spruitstukken dat beide spruitstukken overbelast waren.
Ondanks de bevindingen was er geen bewijs dat de breuk vóór de crash was ontstaan. In combinatie met het ontbreken van de juiste motor kwam het team in een impasse terecht. Uiteindelijk verlegden ze hun aandacht naar de brandstofpompen.
Onderzoekers ontdekten uiteindelijk dat er mogelijk sprake was van microbiële groei in de brandstofvoorraad. Dit kwam doordat de brandstof was opgeslagen in de zon. Deze blootstelling kan ertoe hebben geleid dat de temperatuur van de brandstof tot wel 25 °C was gestegen. In combinatie met de hoge luchtvochtigheid in het tropische klimaat zorgde dit uiteindelijk voor schimmelgroei, wat leidde tot corrosie van de brandstoftank, verstopping van brandstoffilters en brandstofleidingen en een onjuiste meting van de brandstoftank.
Uit de voorlopige analyse van de brandstofmonsters bleek echter dat er geen sprake was van verontreiniging van de brandstof. Maar vanwege de eerdere bevindingen van mogelijke microbiële besmetting hebben onderzoekers Dana Air aanbevolen een visuele inspectie uit te voeren op mogelijke brandstofverontreiniging en hiervoor een biocidebehandeling te gebruiken.
Naast de brandstofmonsters bestond er ook een vermoeden van een bepaalde vliegcultuur bij Dana Air, die door de onderzoekers werd omschreven als "vreemd brandstofbeheer". Uit het onderzoek bleek dat er bij elke Dana Air MD-83-vlucht sprake was van een bepaalde vliegcultuur, waarbij tijdens de nadering van het vliegtuig naar de beoogde bestemming de brandstof in de middelste brandstoftank bijna helemaal leeg was, terwijl de brandstoftanks in de vleugels nog vol waren. De brandstoftanks in de vleugels werden op de een of andere manier helemaal niet door de piloten gebruikt.
Vanwege deze bevinding hebben onderzoekers een andere aanbeveling aan Dana Air gedaan, waarin werd gesteld dat er minimaal 910 kg brandstof in de centrale brandstoftank van het vliegtuig aanwezig moet zijn bij elke landing.
Hoewel er geen bewijs was dat brandstofgebrek de oorzaak was van de crash, lieten de opnames zien dat de bemanning in totaal 12.000 kg brandstof had gerapporteerd, het onderzoek naar de kwestie was nog gaande.
Later bereikten onderzoekers een grote doorbraak.

### Doorbraak
Op 6 oktober 2013 meldde Dana Air-vlucht 0348, een MD-83 die van Port Harcourt naar Lagos vloog, problemen met de motor van het vliegtuig tijdens de klimfase. De bemanning meldde precies hetzelfde probleem als de bemanning van vlucht 0992: een motor die niet reageerde op de gevraagde stuwkracht.
De piloot had de afwijking al opgemerkt tijdens het vorige traject en vroeg de boordwerktuigkundige samen met hem in de cockpit te kijken. Tijdens de klim merkten ze dat de motor steeds langzamer accelereerde. De motor had ongeveer 30 seconden nodig om van stationair vermogen naar ongeveer 60% te accelereren, in plaats van de gebruikelijke 6 seconden.
In tegenstelling tot bij vlucht 0992 meldde de bemanning van vlucht 0348 het probleem bij de ATC en riep de noodtoestand uit. Het vliegtuig landde veilig en de motor werd gedemonteerd.
De motor van vlucht 0348 was op 11 april 2013 door een onderhoudsbedrijf gereviseerd. Omdat de motoren van de 5N-RAM en de 5N-SAI waren gereviseerd door hetzelfde bedrijf, Millenium Engine Associates Inc (nu omgedoopt tot Global Engine Maintenance LCC), werd de motor naar Miami verscheept voor nader onderzoek.
Uit de resultaten van de demontage bleek dat de motor van vlucht 0348 exact dezelfde schade had opgelopen als de motoren van vlucht 0992. De defecte rechtermotor had breuken opgelopen in het brandstofspruitstuk. Het genoemde spruitstuk was gebroken op de secundaire inlaatbuis, waardoor de buis los was geraakt van het brandstofmondstuk. Er was brandstoflekkage te zien bij de fan van de motor, en de motor reageerde ook niet op de gevraagde stuwkracht.
De AIB ontdekte dat het brandstofspruitstuk niet correct geïnstalleerd was door Millenium. De beschermende kappen van de buis waren op een manier geïnstalleerd die niet in overeenstemming was met de juiste norm die was uitgevaardigd door Pratt & Whitney Canada, waardoor de brandstofleidingen waren doorgesneden.

### Slecht onderhoud
Pratt & Whitney Canada was zich volledig bewust van de mogelijkheid van breuken in het secundaire brandstofspruitstuk. Door de breuken zou brandstoflekkage mogelijk zijn, wat voor grote problemen tijdens de vluchten zou hebben gezorgd. In 2001 werd er melding gemaakt van een motorbrand als gevolg van het probleem.
Daarom heeft Pratt & Whitney een servicebulletin uitgegeven om het probleem te verhelpen. In oktober 2003 verzocht Pratt & Whitney alle exploitanten het secundaire brandstofspruitstuk te vervangen of aan te passen met nieuw buismateriaal.
Volgens de geschiedenis van de motor van het vliegtuig was de rechtermotor in 2005 door Volvo Flygmotor gereviseerd volgens het bulletin. De motor was destijds nog in gebruik bij Alaska Airlines. De linkermotor werd echter niet gereviseerd. Deze werd in originele staat verkocht aan Dana Air.
De linkermotor werd uiteindelijk in augustus 2011 gereviseerd door Millenium Engine Associates Inc. Uiteindelijk werd in september 2011 ook de rechtermotor door Millenium gereviseerd. Beide revisies werden echter niet volgens de richtlijnen uitgevoerd. Het bedrijf installeerde het verdeelstuk verkeerd, waardoor er meer buigspanning op de secundaire inlaatbuizen van het verdeelstuk kwam.
Ook de montage van de kuip, een onderdeel van het spruitstuk, verliep niet volgens de juiste procedure. Door de procedure was de kuip niet goed afgedicht. Na de verbranding van de brandstof ontstond er hete lucht in de motor. De losse kap ving vervolgens de passerende lucht op en fungeerde als een zeil, wat voor aanzienlijke weerstand zorgde. Vervolgens werd de brandstofinlaatbuis door de losse kuip naar voren getrokken.
In combinatie met de buigspanning die ontstond door de onjuiste installatie van het brandstofspruitstuk, het onveranderde buismateriaal van het brandstofspruitstuk en de blootstelling aan hete lucht, barstte uiteindelijk de brandstofinlaatbuis. Vervolgens begaven de brandstofleidingen in de buis het, waardoor de brandstofstroom aanzienlijk afnam. De afname van de brandstoftoevoer zorgde er ten slotte voor dat het vliegtuig langzaam accelereerde.
Onderzoekers konden echter niet verklaren waarom de rechtermotor exact hetzelfde defect had opgelopen als de linkermotor, ook al was diens motorrevisie uitgevoerd volgens de juiste procedure.
Tijdens het onderzoek verklaarde de piloot van vlucht 0348 dat er nog andere Dana Air-toestellen waren die last hadden van een langzame acceleratie en dat deze allemaal door Millenium waren gereviseerd. Deze bevinding was voor de Nigeriaanse burgerluchtvaartautoriteit (NCAA) aanleiding om onmiddellijk opdracht te geven alle vliegtuigen met door Millenium geïnstalleerde motoren naar een door de NCAA goedgekeurde motorenwerkplaats te sturen. Totdat het probleem was opgelost, mochten de betrokken vliegtuigen niet langer in bedrijf blijven.
Er werden vluchtsimulaties uitgevoerd bij Pan Am International Flight Academy (PAIFA) om te onderzoeken of het ongeluk voorkomen had kunnen worden. Nadat alle mogelijke scenario's van vlucht 0992 waren gesimuleerd, wezen alle resultaten uit dat de crash kon voorkomen worden.
In het ergste geval had het aantal slachtoffers tot een minimum beperkt kunnen blijven.

### Slechte besluitvorming
Het was duidelijk dat het handelen van de bemanning een grote impact had op de crash van vlucht 0992. Gedurende de gehele vlucht hield de bemanning zich niet aan de juiste procedure bij motorstoringen. De bemanning maakte geen gebruik van de checklist voor de vermeende noodsituatie met betrekking tot de motorstoring. Als ze de checklist hadden gelezen, dan hadden ze het vliegtuig naar het dichtstbijzijnde vliegveld in de omgeving laten uitwijken. Er waren minstens drie luchthavens in de buurt van vlucht 0992: Ilorin, Ibadan en Abuja. Ibadan stond daadwerkelijk op de checklist als officiële alternatieve luchthaven.
De eerste motorstoring vond al na 17 minuten van de vlucht plaats. De vlucht van Abuja naar Lagos duurt ongeveer iets meer dan een uur. De bemanning had dus ruim de tijd om de noodtoestand uit te roepen, maar ze stelden het uitroepen van de noodtoestand uit totdat de tweede motor uitviel. Ze stelden de ATC niet op de hoogte van de motorstoring.
Het besluit om de noodtoestand niet uit te roepen vanwege de motorstoring werd mogelijk ingegeven doordat kapitein Waxtan bang was dat hij door de Nigeriaanse autoriteiten zou worden onderzocht.
Uit de analyse van de opnames bleek ook dat er een groot verschil was in gezagsgradiënt tussen de gezagvoerder en de eerste officier. Kapitein Waxtan had veel meer ervaring op de MD-83 dan eerste officier Rathore. Hierdoor werd eerste officier Rathore minder assertief.
Tijdens de afdaling naar Lagos gaf Rathore aan dat ze de afdaling moesten uitstellen. Kapitein Waxtan negeerde zijn verzoek en vroeg om te mogen dalen. Volgens AIB zou de vlucht een betere kans hebben gehad om Lagos te bereiken als de piloten een hogere vlieghoogte hadden aangehouden zoals voorgesteld door eerste officier Rathore.
Uiteindelijk kwam het vliegtuig, doordat er besloten werd de daling niet uit te stellen, snel dichter bij de grond. Dit was lastig voor de bemanning, omdat de eindnadering extra stuwkracht vereiste.
Kapitein Waxtan raakte in paniek en zei herhaaldelijk dat hij 'het vliegtuig niet wilde laten overtrekken'. Omdat ze de juiste controlelijsten voor noodsituaties met motorstoringen niet hadden gelezen, configureerde de bemanning het vliegtuig verkeerd. Ze besloten het landingsgestel en de flaps uit te klappen, waardoor het vliegtuig meer weerstand had. Uiteindelijk merkten ze dat de voorwaartse snelheid steeds verder afnam.

### Kapitein Waxtan en Dana Air
Beide piloten van vlucht 0992 waren van buitenlandse afkomst. Er werd een uitgebreid onderzoek gedaan naar het wervingsproces van beide piloten. Het onderzoek leverde uiteindelijk een aantal bevindingen op.
Over eerste officier Rathore waren er geen bijzondere aantekeningen of documenten. Uit documenten die door de Nigeriaanse AIB waren ingezien bleek daarentegen dat het vliegbrevet van kapitein Waxtan in 2009 door de Amerikaanse Federal Aviation Administration (FAA) was ingetrokken vanwege vergrijpen met betrekking tot een harde landing en een niet-gerapporteerde reparatie van een paneel. De vernieuwde licentie die hem door de Nigerian Civil Aviation Authority (NCAA) was afgegeven, was afgestempeld, maar niet ondertekend door een NCAA-functionaris.
Uit het onderzoek bleek ook dat Waxtan van zijn vlieginstructeur opmerkingen had gekregen om zijn prestaties te verbeteren. AIB kon echter geen documenten vinden waaruit bleek dat Waxtan zijn vliegprestaties daadwerkelijk had verbeterd.
Alle bevindingen wezen erop dat Waxtan overhaast door Dana Air was aangenomen. Uit de prestatiebeoordeling bleek ook dat hij in allerijl was getraind om onmiddellijk met de MD-83 te kunnen vliegen, ook al waren er veel opmerkingen over Waxtans onbevredigende prestaties.
Uit interviews met oud-piloten bleek dat er problemen waren met de onderhoudscultuur bij Dana Air. De bemanning van Dana Air had de gewoonte vluchtdefecten niet in het technisch logboek te vermelden. Een aantal van deze wanpraktijken werd gepleegd door ervaren piloten van Dana Air.
De Nigerian Civil Aviation Authority, de regelgevende instantie voor de luchtvaartveiligheid in Nigeria, werd verondersteld toezicht te houden op de vluchten van alle vliegtuigen in Nigeria. Het feit dat er binnen de Nigeriaanse luchtvaartsector sprake was van wanpraktijken, bewijst dat er onvoldoende toezicht was op de luchtvaartmaatschappijen. De AIB heeft de NCAA uiteindelijk verzocht het toezicht op de veiligheid van de luchtvaartsector van het land te verstrengen.

### Eindrapport
Op 13 maart 2017 werd een 210 pagina's tellend eindrapport van de Nigeriaanse AIB over de crash vrijgegeven en openbaar gemaakt.
Het onderzoek gaf de volgende waarschijnlijke oorzaken:

 1. Motor nummer één verloor 17 minuten na aanvang van de vlucht vermogen en daarna, tijdens de eindnadering, verloor motor nummer twee vermogen en reageerde niet meer toen er om meer vermogen werd gevraagd.
2. Het onterecht weglaten van het gebruik van de checklist, en het onvermogen van de bemanning om de ernst van het probleem met het vermogen van de motoren in te schatten, en hun daaropvolgende falen om te landen op het dichtstbijzijnde geschikte vliegveld

 3. Gebrek aan situationeel bewustzijn, ongepaste besluitvorming en slecht vliegerschap
De AIB deed een aantal aanbevelingen aan de betrokken partijen, met name aan Dana Air. De Nigeriaanse NCAA kreeg de opdracht het toezicht te verhogen, met name op het gebied van onderhoud, reparatie en revisie.
De FAA werd gevraagd ervoor te zorgen dat Pratt & Whitney de uitgifte van het servicebulletin opnieuw zou verplicht stellen en dat de installatie van de spruitstukconstructie opnieuw zou worden ontworpen om foolproof te blijven en een onjuiste installatie te voorkomen.

## Nasleep
De regering van Lagos onthulde op 3 juni 2013 een gedenkteken voor de slachtoffers van vlucht 0992.